# Kazuma Yamaguchi
Kazuma Yamaguchi (japanisch 山口 一真 Yamaguchi Kazuma; * 17. Januar 1996 in der Präfektur Tokio) ist ein japanischer Fußballspieler.

## Karriere
Yamaguchi erlernte das Fußballspielen in der Schulmannschaft der Yamanashi Gakuin University High School und der Universitätsmannschaft der Hannan-Universität. Seinen ersten Vertrag unterschrieb er 2018 bei den Kashima Antlers. Der Verein spielte in der höchsten Liga des Landes, der J1 League. 2018 gewann er mit dem Verein die AFC Champions League. Für die Antlers absolvierte er 17 Erstligaspiele. 2020 wurde er an den Zweitligisten Mito HollyHock ausgeliehen. Für Mito absolvierte er 35 Zweitligaspiele und schoss dabei 15 Tore. Nach Vertragsende bei den Antlers wechselte er 2021 zum Zweitligisten Matsumoto Yamaga FC. Nach Ende der Saison 2021 belegte er mit dem Verein aus Matsumoto den letzten Tabellenplatz und musste in die dritte Liga absteigen. Für Matsumoto absolvierte er 13 Zweitligaspiele. Nach dem Abstieg wechselte er auf Leihbasis zum Zweitligisten FC Machida Zelvia. Für den Verein aus Machida bestritt er 28 Ligaspiele. Mitte August 2023 kehrte er nach der Ausleihe zu Matsumoto zurück.

## Erfolge
Kashima Antlers
- AFC Champions League: 2018